# Pribilof-Inseln
Die Pribilof-Inseln (englisch Pribilof Islands, aleutisch Amiq) sind eine Inselgruppe vulkanischen Ursprungs im US-amerikanischen Bundesstaat Alaska. Sie liegen nördlich der Aleuten in der Beringsee.

## Geographie und Bevölkerung
Die Pribilof Islands gehören politisch zu Alaska und bestehen im Wesentlichen aus den beiden bewohnten Inseln St. Paul und St. George. Daneben gibt es noch drei kleine unbewohnte Inseln, die nahe der Sankt-Paul-Insel liegen: Otter Island, Walrus Island und Sea Lion Rock. Auf der größeren Insel St. Paul leben rund 450 Menschen, auf St. George etwa 125 Menschen. Die Pribilof Islands sind nur mit dem Schiff oder über die Flughäfen auf St. Paul sowie auf St. George Island zu erreichen. Aufgrund der Lage der Inseln herrscht etwa 300 Tage im Jahr Nebel vor, was Flugzeuglandungen erschwert. Die Inseln bedecken eine Fläche von etwa 200 km².

## Geschichte

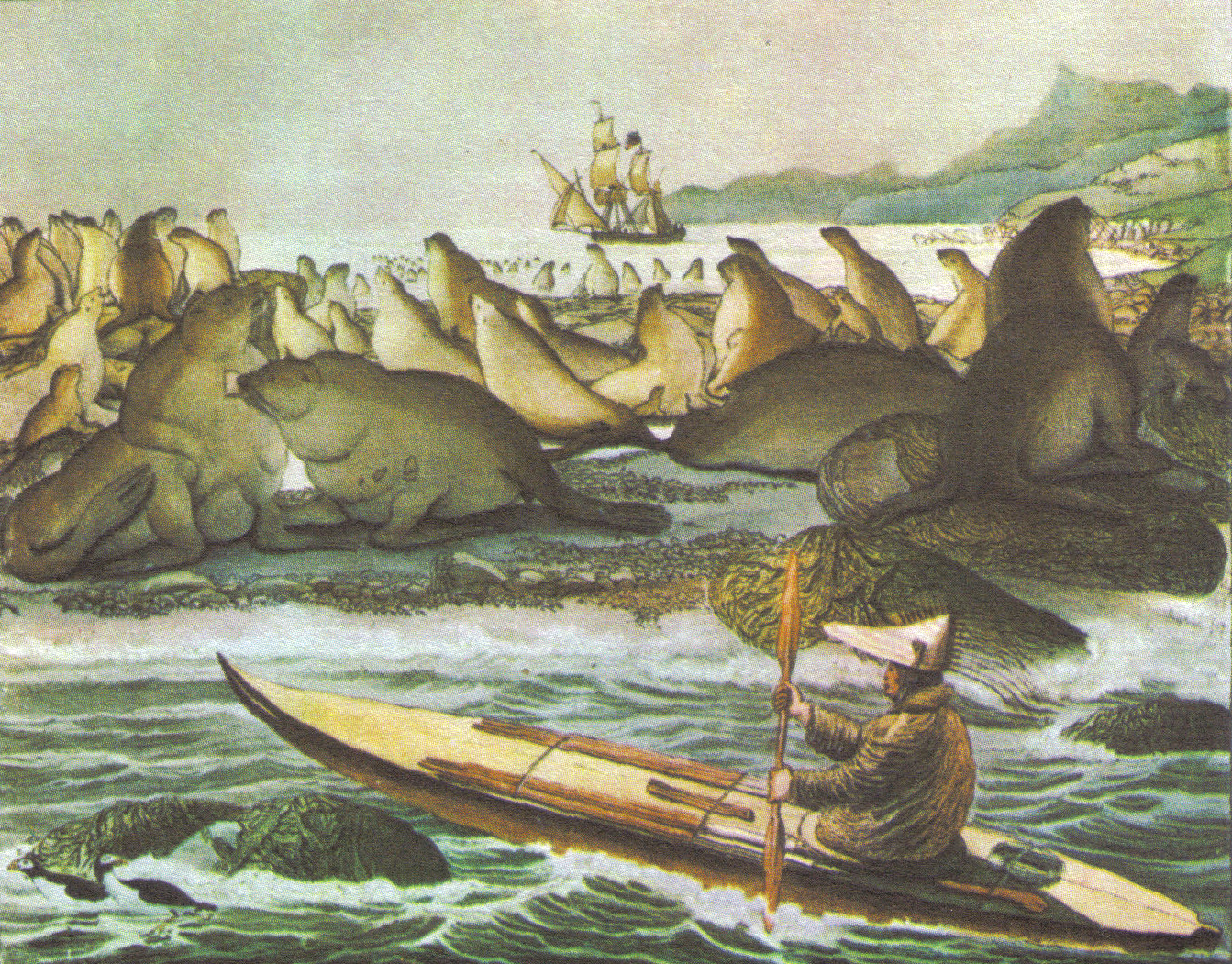
Die „Rurik“ vor St. Paul (gezeichnet Ludwig Choris, einem Teilnehmer der Rurik-Expedition, im Jahr 1817)

Schon vor ihrer Sichtung 1767 durch Joan Synd und den Besuch 1788 von Gawriil Pribylow wurden die Inseln durch die Aleuten als Stützpunkt für die Jagd benutzt; dies belegen archäologische Funde z. B. auf der Insel St. Paul. Man findet noch heute Spuren einfacher Hütten, deren Dächer aus Walknochen und Tierfellen bestanden.
Pribilof berichtete nach seiner Rückkehr über die große Anzahl von Nördlichen Seebären. In der Folge wurden Angehörige des Volks der Aleuten durch die Russen zur Pelztierjagd von Umnak und Unalaska auf die Pribilof Islands umgesiedelt. 1825 bzw. 1830 wurden die beiden Orte St. Paul bzw. St. George gegründet. 1867 kauften die USA die Inselgruppe von Russland zusammen mit Alaska (Alaska Purchase). Zwischen 1890 und 1910 hatte die Gesellschaft North American Commercial Company das Monopol auf die Robbenjagd und rottete dabei die Bestände an Seebären fast völlig aus; der Bestand an Seeottern wurde ausgelöscht. Erst 1966 wurde der kommerzielle Robbenfang verboten. Nur noch den hier wohnenden Indigenen ist die Jagd und die Tötung von etwa 1000 Tieren pro Jahr gestattet.

## Wirtschaft
Hauptwirtschaftszweig ist die Fischerei und hierbei insbesondere der Fang von Heilbutt und Königskrabben. 

## Flora

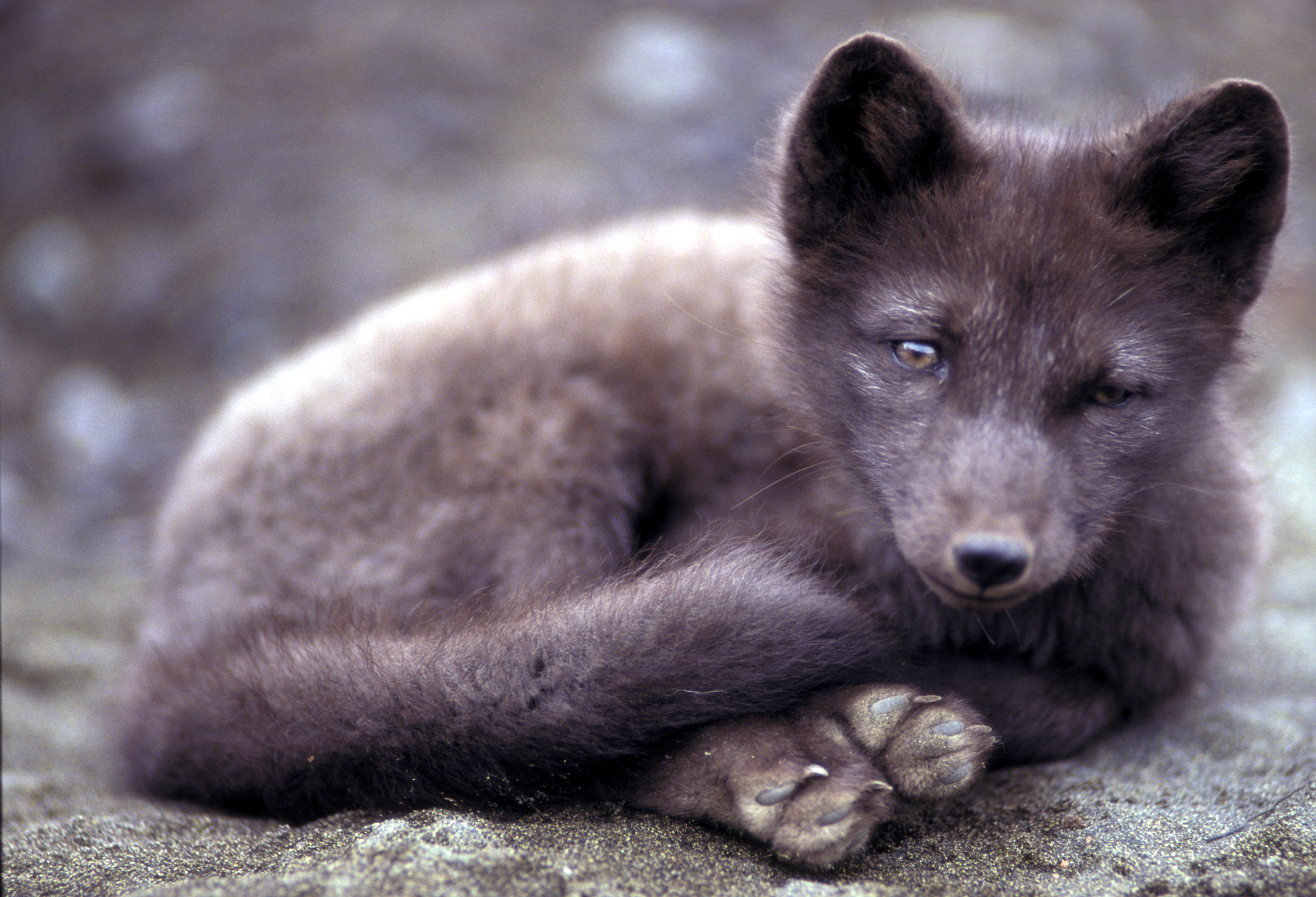
Ein Polarfuchs auf St. Paul

Die felsigen Inseln sind baumlos und mit Gras oder anderen Pflanzen der Tundrazone bewachsen. Häufig sind hier Lupinen zu finden, an den Stränden trifft man regelmäßig auf wilde Arnika.

## Fauna

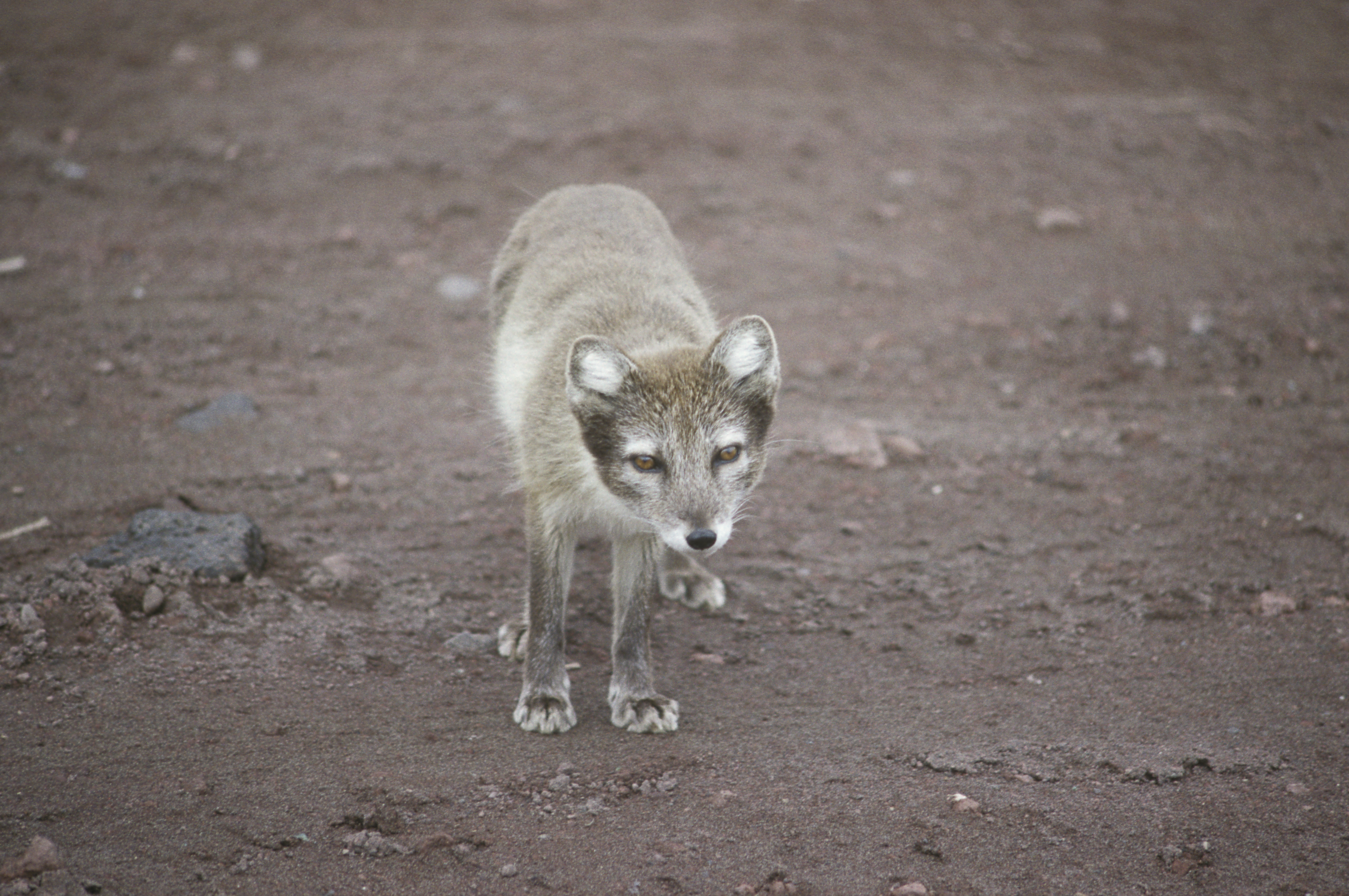
Polarfuchsweibchen

Neben der etwa 1 Million Individuen zählenden Population an Seebären sind vor allem die reichen Vogelvorkommen (Schopfalke, Rotschnabelalk, Hornlund, Dreizehenmöwen, Schneeeule) von Bedeutung. Bisher wurden 120 verschiedene Vogelarten identifiziert und jährlich kommen etwa 2 Millionen Seevögel, um hier zu brüten. Des Weiteren kann auf den Inseln regelmäßig der Polarfuchs bei der Jagd in den Vogelkolonien beobachtet werden.

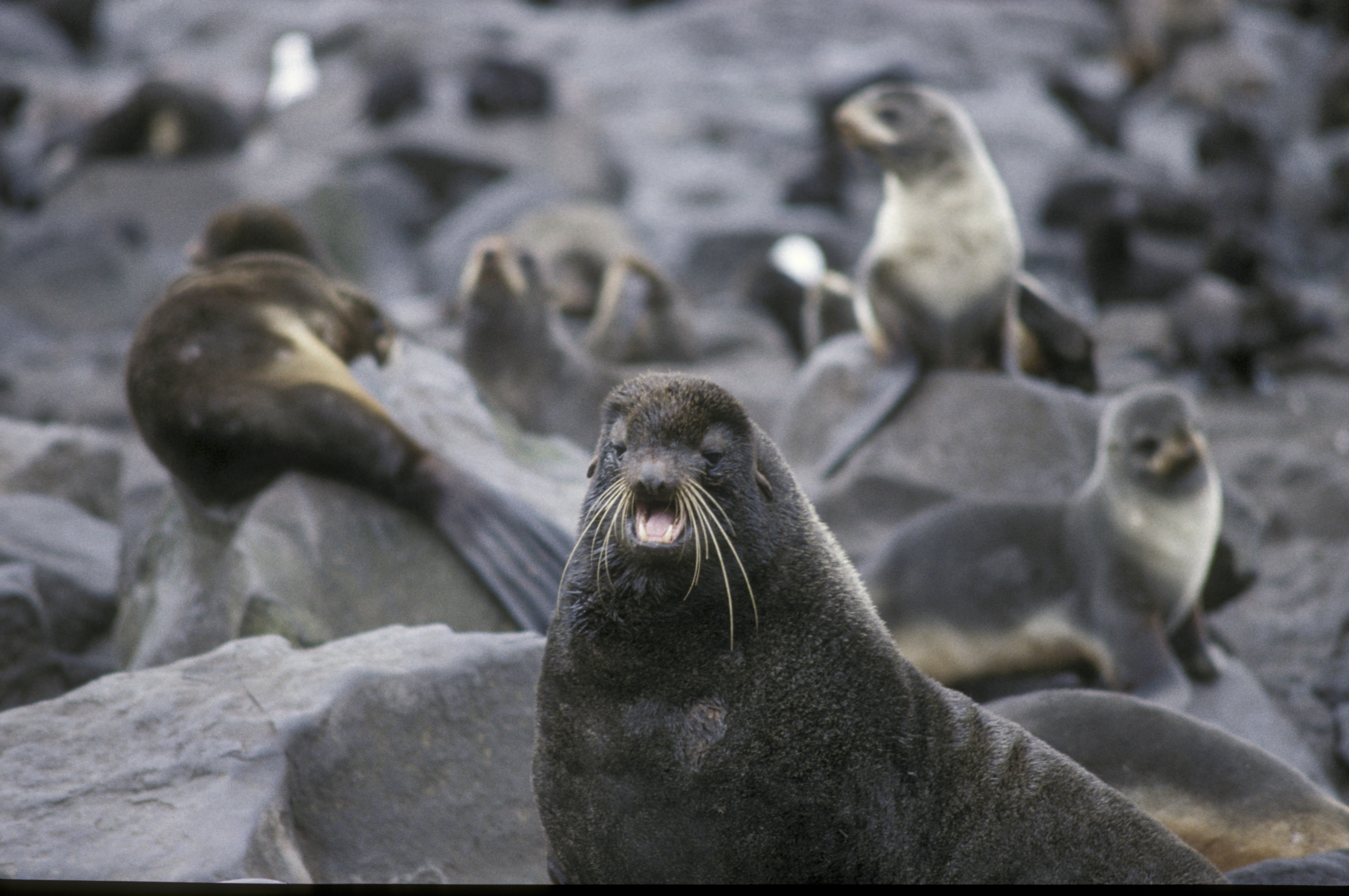
Pelzrobbenmännchen

Eine Besonderheit ist der seltene Pribilof-Sandpieper.
Auf der Sankt-Paul-Insel, die nach der letzten Eiszeit vor 13.000 Jahren von Alaska durch das steigende Meerwasser getrennt wurde, entdeckte man eine Population des Wollhaarmammuts, die noch bis ins mittlere Holozän dort überlebt hatte. Es handelt sich um relativ kleine Wollhaarmammuts, deren geringe Körpergröße jedoch nicht als eine vollständige Inselverzwergung wie auf der Wrangel-Insel angesehen wird. Die jüngsten Daten aus der Qagnax-Höhle von Sankt Paul liegen bei 5.725 BP (14C-Jahre), also etwa 3700 v. u. Z.